# Turanana
Genre
Turanana est un genre de lépidoptères (papillons) de la famille des Lycaenidae et de la sous-famille des Polyommatinae.

## Systématique
Ce genre a été décrit par l'entomologiste britannique George Thomas Bethune-Baker, pour la première fois en 1914 sous le nom de Turania.
Cependant, ce nom s'avérant préoccupé par Turania Ragonet, 1890, Bethune-Baker a introduit en 1916 un nomen novum : Turanana.
L'espèce type du genre est Lycaena cytis Christoph, 1877.

## Liste des espèces
Le genre Turanana comprend une douzaine d'espèces :
- Turanana endymion (Freyer, [1850]) (= Turanana panagaea (Herrich-Schäffer, [1851])) — l'Azuré d'Anatolie
- Turanana taygetica (Rebel, 1902)
- Turanana dushak Dubatolov, 1989
- Turanana panaegides (Staudinger, 1886)
- Turanana cytis (Christoph, 1877)
- Turanana laspura (Evans, 1932)
- Turanana jurileontyi Shchetkin, 1986
- Turanana grumi (Forster, 1937)
- Turanana anisophtalma (Kollar, [1849])
- Turanana kugitangi Zhdanko, 1984
- Turanana mystica Morgun & Tikhonov, 2010
- Turanana chitrali Charmeux & Pagès, 2004

## Répartition
Les espèces du genre Turanana se rencontrent dans une aire allant de la Grèce à l'Asie centrale, dans des régions montagneuses arides.

## Biologie
Les chenilles ont pour plantes hôtes des Acantholimon.